# Бузули (село)
Бузули́ — село в Свободненском районе Амурской области, Россия. Входит в Черновский сельсовет.

## География
Село размещается на правом берегу реки Большая Пёра (приток Зеи). Расположено к северу от районного центра города Свободный, расстояние по автодороге Свободный — Углегорск (через Черновку, Юхту и Дмитриевку) — 34 км.
Административный центр Черновского сельсовета село Черновка расположено в 4 км южнее.

## Население
| 2002 | 2010 | 2012 | 2013 | 2014 | 2015 | 2016 |
| ---- | ---- | ---- | ---- | ---- | ---- | ---- |
| 164  | ↗169 | ↘158 | ↗164 | ↗170 | ↗177 | →177 |
| 2017 | 2018 |      |      |      |      |      |
| ↘170 | ↗178 |      |      |      |      |      |

## Инфраструктура
- Дом отдыха «Бузули».
- Остановочный пункт Дом Отдыха Забайкальской железной дороги.[11]